# 韦伯分布
韦伯分布（Weibull distribution）是可靠性分析和寿命检验的理论基础。
例如，可以使用此分布回答以下问题：
预计将在老化期间失效的项目所占的百分比是多少？例如，预计将在 8 小时老化期间失效的保险丝占多大百分比？
预计在有效寿命阶段有多少次保修索赔？例如，在该轮胎的 50,000 英里有效寿命期间预计有多少次保修索赔？
预计何时会出现快速磨损？例如，应将维护定期安排在何时以防止发动机进入磨损阶段？

## 历史
1927年，莫里斯·弗雷歇首先给出这一分布的定义。
1933年，Rosin, P.和Rammler, E.在研究碎末的分布时，第一次应用了韦伯分布。
1951年，瑞典工程师、数学家瓦洛迪·韦伯详细解释了这一分布，于是该分布便以他的名字命名为韦伯分布。

## 定义
从概率论和统计学角度看，韦伯分布是连续性的概率分布，其概率密度为：
{\displaystyle f(x;\lambda ,k)={\begin{cases}{\frac {k}{\lambda }}\left({\frac {x}{\lambda }}\right)^{k-1}e^{-({\frac {x}{\lambda }})^{k}}&x\geq 0\\0&x<0\end{cases}}}
其中，{\displaystyle x}是随机变量，{\displaystyle \lambda >0}是比例参数（scale parameter），{\displaystyle k>0}是形状参数（shape parameter）。显然，它的累积分布函数是扩展的指数分布函数，而且韦伯分布与很多分布都有关系。如，当{\displaystyle k=1}，它是指数分布；{\displaystyle k=2}时，是Rayleigh distribution（瑞利分布）。

## 性质

### 均值
{\displaystyle E=\lambda \Gamma \left(1+{\frac {1}{k}}\right)\,}
其中，{\displaystyle \Gamma }是伽马（gamma）函数。

### 方差
{\displaystyle Var=\lambda ^{2}\left[\Gamma \left(1+{\frac {2}{k}}\right)-\Gamma \left(1+{\frac {1}{k}}\right)^{2}\right],}

### 偏度
{\displaystyle skewness={\frac {2\Gamma \left(1+{\frac {1}{k}}\right)^{3}-3\Gamma \left(1+{\frac {2}{k}}\right)\Gamma \left(1+{\frac {1}{k}}\right)+\Gamma \left(1+{\frac {3}{k}}\right)}{\left[\Gamma \left(1+{\frac {2}{k}}\right)-\Gamma \left(1+{\frac {1}{k}}\right)^{2}\right]^{\frac {3}{2}}}}}

### 峰度
{\displaystyle kurtosis={\frac {-3\Gamma \left(1+{\frac {1}{k}}\right)^{4}+6\Gamma \left(1+{\frac {2}{k}}\right)\Gamma \left(1+{\frac {1}{k}}\right)^{2}-4\Gamma \left(1+{\frac {3}{k}}\right)\Gamma \left(1+{\frac {1}{k}}\right)+\Gamma \left(1+{\frac {4}{k}}\right)}{\left[\Gamma \left(1+{\frac {2}{k}}\right)-\Gamma \left(1+{\frac {1}{k}}\right)^{2}\right]^{2}}}}

## 应用

### 工业制造
研究生产过程和运输时间关系

### 雷达系统
对接受到的杂波信号的依分布建模

### 拟合度
无线通信技术中，相对指数衰减频道模型，Weibull衰减模型对衰减频道建模有较好的拟合度

### 风速
由于曲线形状与现实状况很匹配，被用来描述风速的分布 